# Чемпионат Европы по летнему биатлону 2011

Эмблема турнира

Открытый чемпионат Европы по летнему биатлону 2011 прошёл в итальянском Мартелло с 20 по 24 июля 2011 года. Было разыграно 10 комплектов медалей (5 — взрослые и 5 — юниоры).

## Расписание
| Дата         | Время (UTC+2) | Гонка                              | Категория участников |
| ------------ | ------------- | ---------------------------------- | -------------------- |
| 22 июля 2011 | 10:00:00      | Спринт 4 км, мужчины               | взрослые             |
| 22 июля 2011 | 10:30:00      | Спринт 4 км, мужчины               | юниоры               |
| 22 июля 2011 | 13:00:00      | Спринт 3 км, женщины               | взрослые             |
| 22 июля 2011 | 13:20:00      | Спринт 3 км, женщины               | юниоры               |
| 23 июля 2011 | 10:00:00      | Гонка преследования 6 км, мужчины  | взрослые             |
| 23 июля 2011 | 10:45:00      | Гонка преследования 6 км, мужчины  | юниоры               |
| 23 июля 2011 | 13:00:00      | Гонка преследования 5 км, женщины  | взрослые             |
| 23 июля 2011 | 13:45:00      | Гонка преследования 5 км, женщины  | юниоры               |
| 24 июля 2011 | 10:00:00      | Смешанная эстафета 2×3 км + 2×4 км | взрослые             |
| 24 июля 2011 | 13:00:00      | Смешанная эстафета 2×3 км + 2×4 км | юниоры               |

## Призёры

### Взрослые
| Гонка:                                                   | Золото:                                                                                 | Время                                               | Серебро:                                                                        | Время                                               | Бронза:                                                                          | Время                                               |
| Спринт, 4 км мужчины 22 июля 2011 Протокол               | Сергей Баландин · Россия                                                                | 15.05,5 (2+0)                                       | Александр Качановский · Россия                                                  | +5,3 (3+1)                                          | Сергей Жернов · Россия                                                           | +12,3 (0+1)                                         |
| Гонка преследования, 6 км мужчины 23 июля 2011 Протокол  | Сергей Баландин · Россия                                                                | 23.23,4 (0+0+0+1)                                   | Александр Качановский · Россия                                                  | +12,5 (2+1+2+0)                                     | Андрей Возняк · Украина                                                          | +1.18,3 (0+0+0+0)                                   |
| Спринт, 3 км женщины 22 июля 2011 Протокол               | Павла Шорная-Матьясова · Чехия                                                          | 12.28,7 (1+1)                                       | Ольга Прокопьева · Россия                                                       | +28,2 (1+1)                                         | Наталья Соловьёва · Россия                                                       | +46,0 (2+2)                                         |
| Гонка преследования, 5 км женщины 23 июля 2011 Протокол  | Павла Шорная-Матьясова · Чехия                                                          | 24.38,1 (2+2+1+3)                                   | Наталья Соловьёва · Россия                                                      | +32,9 (3+1+2+2)                                     | Йори Мёркве · Норвегия                                                           | +37,6 (0+0+1+1)                                     |
| Смешанная эстафета 2×3 км + 2×4 км 24 июля 2011 Протокол | Россия · Ольга Прокопьева · Наталья Соловьёва · Александр Качановский · Сергей Баландин | 57.20,4 (0+1)(0+1) (0+1)(1+3) (1+3)(0+2) (0+0)(0+2) | Украина · Светлана Крикончук · Людмила Писаренко · Андрей Богай · Андрей Возняк | +2.15,3 (0+0)(0+0) (0+0)(0+3) (0+2)(0+2) (1+3)(0+1) | Чехия · Павла Шорная-Матьясова · Ева Пускарчикова · Любош Шорный · Вацлав Битала | +4.41,8 (0+2)(0+2) (0+2)(0+3) (0+0)(0+1) (0+0)(0+3) |

### Юниоры
| Гонка:                                                   | Золото:                                                                       | Время                                                 | Серебро:                                                                   | Время                                               | Бронза:                                                         | Время                                               |
| Спринт, 4 км мужчины 22 июля 2011 Протокол               | Иван Моравский · Украина                                                      | 15.21,6 (1+0)                                         | Юрий Копчак · Украина                                                      | +36,0 (0+2)                                         | Михал Зак · Чехия                                               | +36,3 (1+1)                                         |
| Гонка преследования, 6 км мужчины 23 июля 2011 Протокол  | Иван Моравский · Украина                                                      | 26.18,0 (0+1+2+2)                                     | Томаш Гасилла · Словакия                                                   | +6,4 (0+1+2+2)                                      | Юрий Копчак · Украина                                           | +29,0 (0+1+3+1)                                     |
| Спринт, 3 км женщины 22 июля 2011 Протокол               | Екатерина Смирнова · Россия                                                   | 13.26,5 (2+1)                                         | Тордис Арнольд · Германия                                                  | +30,3 (0+1)                                         | Елена Яркова · Россия                                           | +34,3 (2+2)                                         |
| Гонка преследования, 5 км женщины 23 июля 2011 Протокол  | Екатерина Смирнова · Россия                                                   | 26.07,1 (4+1+3+2)                                     | Тордис Арнольд · Германия                                                  | +19,9 (0+1+2+1)                                     | Ева Пускарчикова · Чехия                                        | +47,3 (1+0+1+1)                                     |
| Смешанная эстафета 2×3 км + 2×4 км 24 июля 2011 Протокол | Россия · Екатерина Смирнова · Ольга Суркова · Андрей Свобода · Кирилл Комаров | 1:04.14,1 (1+3)(0+2) (0+2)(0+2) (3+3)(3+3) (1+3)(0+3) | Словакия · Паулина Фиалкова · Луция Шимова · Михал Кубаляк · Томаш Гасилла | +1.46,8 (0+1)(0+3) (0+1)(3+3) (1+3)(1+2) (0+0)(2+3) | Чехия · Тана Фидлерова · Лада Небеская · Иржи Франц · Михал Зак | +2.04,2 (0+3)(0+3) (0+1)(0+2) (0+1)(1+3) (0+3)(2+3) |

## Медальный зачёт

### Общий
| Место | Страна   | Gold medal icon.svg | Silver medal icon.svg | Bronze medal icon.svg | Всего |
| ----- | -------- | ------------------- | --------------------- | --------------------- | ----- |
| 1     | Россия   | 6                   | 4                     | 3                     | 13    |
| 2     | Украина  | 2                   | 2                     | 2                     | 6     |
| 3     | Чехия    | 2                   | 0                     | 4                     | 6     |
| 4     | Германия | 0                   | 2                     | 0                     | 2     |
| 4     | Словакия | 0                   | 2                     | 0                     | 2     |
| 6     | Норвегия | 0                   | 0                     | 1                     | 1     |

### Взрослые
| Место | Страна   | Gold medal icon.svg | Silver medal icon.svg | Bronze medal icon.svg | Всего |
| ----- | -------- | ------------------- | --------------------- | --------------------- | ----- |
| 1     | Россия   | 3                   | 4                     | 2                     | 9     |
| 2     | Чехия    | 2                   | 0                     | 1                     | 3     |
| 3     | Украина  | 0                   | 1                     | 1                     | 2     |
| 4     | Норвегия | 0                   | 0                     | 1                     | 1     |

### Юниоры
| Место | Страна   | Gold medal icon.svg | Silver medal icon.svg | Bronze medal icon.svg | Всего |
| ----- | -------- | ------------------- | --------------------- | --------------------- | ----- |
| 1     | Россия   | 3                   | 0                     | 1                     | 4     |
| 2     | Украина  | 2                   | 1                     | 1                     | 4     |
| 3     | Германия | 0                   | 2                     | 0                     | 2     |
| 3     | Словакия | 0                   | 2                     | 0                     | 2     |
| 5     | Чехия    | 0                   | 0                     | 3                     | 3     |